# Jacques Lefèvre d'Étaples
Jacques Lefèvre d'Étaples, noto anche con il nome di Jacobus Faber Stapulensis (Étaples, 1450 circa – Nérac, tra il 1536 e il 1538), è stato un presbitero, teologo, umanista e filosofo francese.

## Biografia
Dopo gli studi condotti in Francia e in Italia si stabilì a Parigi, dove fu professore. Nonostante sia stato difensore di certe idee fondamentali per la Riforma protestante, egli rimase cattolico per tutta la vita, preferendo allo scisma la riforma della Chiesa dall'interno. Nondimeno, alcuni suoi testi furono condannati per eresia.
Nel 1516, Luisa di Savoia regina madre di Francia e madre del re Francesco I gli commissionò un'agiografia di santa Maria Maddalena. Tra il 1517 e il 1519 pubblicò quattro libelli in latino relativi a Maria di Magdala nei quali risolveva il problema dell'identificazione della Maddalena con altre due figure evangeliche, dovuta ad un'errata interpretazione di papa Gregorio Magno: Maria di Betania e la prostituta che lava i piedi a Gesù nella casa di Simone il fariseo.
Nominato nel 1520 vicario del vescovo Briçonnet de Meaux, Lefèvre diede vita al cénacle de Meaux, il cui scopo era di perfezionare la formazione dei preti, soprattutto tramite la traduzione in volgare francese delle Scritture, raggruppando intorno a sé persone come Guillaume Briçonnet, Gérard Roussel, Louis Berquin, François Vatable e Margherita d'Angoulême, e anche i riformatori protestanti Guglielmo Farel e Giovanni Calvino.
All'epoca della pubblicazione delle Épîtres et Évangiles pour les 52 dimanches de l'an, avvenuta nel 1525, il gruppo venne sciolto e Jacques Lefèvre dovette andare in esilio a Strasburgo.
Profondamente influenzato dal neoplatonismo, fu uno dei traduttori della Bibbia in francese: il Nuovo Testamento comparve nel 1523, mentre il Vecchio Testamento nel 1528. La sua versione integrale della Bibbia basata sul testo della Vulgata venne pubblicata ad Anversa nel 1530.
Terminò i suoi ultimi giorni presso Margherita d'Angoulême, sorella di Francesco I di Francia e futura regina di Navarra. Tra i suoi epigoni si ricorda Renata di Francia. Egli fu inoltre maestro e mentore del filosofo e umanista francese Charles de Bovelles, il quale fu iniziato agli studi e alla filosofia neoplatonica proprio da Lefèvre.

## Opere

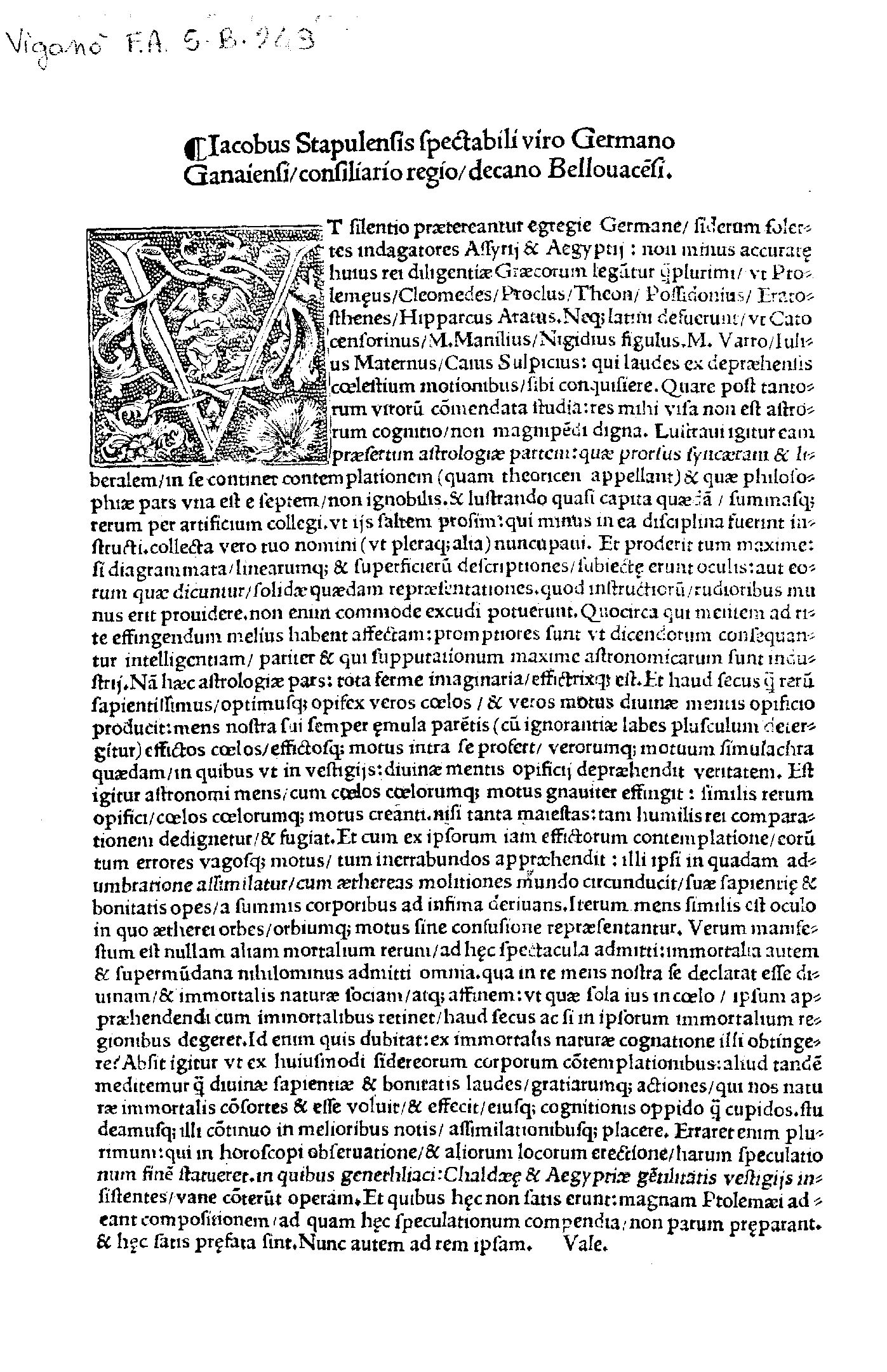
Introductorium astronomicum, 1517

- (LA) Introductorium astronomicum, Paris, Henri Estienne (1.), 1517.